# 內山
內山，是經常出現在清朝時代的文獻中，關於臺灣某些地區的稱呼，直至近十幾年，臺灣民間仍多有此俗稱，所以有名台語歌王葉啟田，當年有好幾歌曲是在詠唱「內山地區」風情，而唱紅歌壇，如《內山的姑娘要出嫁》、《內山和尚》、《內山之戀》的歌曲。
關於內山的定義有很多種說法，就連清代官府編修的臺灣府志也沒有明確講出確實範圍。根據研究比對，推測大概是用來廣泛稱呼清朝政府管轄範圍東邊的地區。從歷史資料文獻的記載來看，清廷開始治理臺灣時所提到的的內山，是用來廣泛稱呼屬於原住民的政權疆域和勢力範圍，幾乎沒有漢人和官兵會前往的地區。但是，隨著時代的改變，許多高山族逐漸與漢人一起生活，加上漢人勢力也慢慢往進入山區，從前所謂的內山，已經漸漸被納入清帝國的版圖中。到了道光年間，陳盛韶在擔任鹿港理番同知時所編寫的《問俗錄》，對其範圍與變遷有了比較容易了解的說明：內山是指與高山族的邊界，土牛界線以外的地方，也就是清朝福康安將軍，向朝廷報告時，所表示的「輿圖定界之外」，即清朝國界外。
而「內山地區」再往東進去中央山脈地區，就是清代到日本時代所謂的「蕃地」，即是臺灣原住民族的傳統領域地區。而「蕃地」沿革至今，即是今日各縣、直轄市下的「山地原住民鄉」與「山地原住民區」。所以「內山地區」，大概可指今日「山地原住民鄉、區」偏西側丘陵地帶的漢人鄉鎮。如新竹縣關西鎮、南投縣埔里鎮或魚池鄉、高雄市六龜區……等南北狹長地帶。
現今最常見到「內山」一詞，是俗稱內山公路的 台3線。